# 格拉维耶尔·卢戈
格拉维耶尔·卢戈（西班牙語：Grabiel Lugo，1996年9月19日—），委内瑞拉男子击剑运动员，2019年泛美运动会男子重剑团体铜牌得主、2023年泛美击剑锦标赛男子重剑团体金牌得主和男子重剑个人铜牌得主、2023年世界击剑锦标赛男子重剑团体铜牌得主。